# Царь из Берестья
Царь из Берестья — шахматная фигурка царя (короля) XII—XIII вв., обнаруженная в 1973 году при археологическом исследовании Брестского городища под руководством Петра Лысенко.

## Описание
Фигурка из кости высотой 46 мм представляет собой знатного воина с булавой или какой-то другой отметкой княжеской власти в правой руке и со щитом в левой. Лицо воина округлое, брови сурово сдвинуты, строгий взгляд выпученных глаз, нос с небольшой горбинкой, короткие, опущенные вниз усы и клиновидная бородка, маленькие оттопыренные уши, длинные, прямые по плечи, волосы. На голове у мужчины — круглой формы приплюснутая шляпа с высоким околышем, по образцу тех, которые носили в Западной Европе в XIII веке. Вся фигурка украшена многочисленными циркульными кружками, что, несомненно, свидетельствует о ее шахматной принадлежности. Очевидно, что фигура противника не имела такого украшения, поэтому эту находку исследователь интерпретировал как образ короля.
По мнению московской исследовательницы истории игр Древней Руси Елены Александровны Рыбиной шахматный король должен иметь свои атрибуты: корону, меч, скипетр. К тому же у королевских фигурок никогда не делали щит, который был атрибутом пехотинца — пешки. Исходя из этого фигурку, вероятно, можно отождествлять с ферзем или даже с пешкой, выполненной в традициях западноевропейского изобразительного искусства.